# Vítor da Silva
Vítor Manuel Tavares Silva (Lisboa, 26 de junho de 1932 – Lisboa, 4 de fevereiro de 2025) foi um designer, ilustrador e professor, com uma carreira multifacetada de onde se destaca o seu trabalho na imprensa, nomeadamente nos jornais: Diário de Lisboa, Expresso, Tempo e Diário de Notícias, entre outras publicações.

## Biografia
Nos anos 40, Vítor da Silva inicia o seu percurso como jovem ilustrador e praticante de banda desenhada na revista infantil “O Papagaio” e mais tarde nas revistas “Flama” e “Modas e Bordados” conhecidas pela sua qualidade gráfica. Em 1946, depois de abandonar quatro anos da Escola Industrial Machado de Castro, ingressa na Escola de Artes Decorativas António Arroio, no curso de Desenhador-Litógrafo, onde é aluno do Mestre Rodrigues Alves (o chefe da sala de desenho do jornal “O Século”).
Nos anos 50, Vítor da Silva é influenciado pelo design de Sebastião Rodrigues (de quem viria a ser amigo pessoal), e pelas ilustrações de Victor Palla, e faz a sua primeira tentativa de paginação nas revistas "Electricidade" e "Flama". Mais tarde, no jornal “O Século” começa a paginar a revista “O Século Ilustrado” (e algumas páginas do próprio jornal), sob a alçada de Rodrigues Alves, chegando a substitui-lo quando do seu afastamento, por motivo de doença.
Em 1962 obtém uma bolsa da Fundação Calouste Gulbenkian para prosseguir os seus estudos no curso de Graphic Design do London College of Printing, cujo departamento de arte era na altura, dirigido pelo designer Tom Eckersley. Durante o curso, é distinguido com o prémio internacional “Layton Student Award” tendo como um dos júris Henri Kay Henrion.
Pouco depois do seu regresso, foi sugerido por Sebastião Rodrigues à Drª Madalena Perdigão para o substituir na Fundação Calouste Gulbenkian, colaboração que mantém durante 30 anos (principalmente para o Serviço de Música da Fundação).
Na segunda metade da década de sessenta até meados dos anos oitenta colaborou no grafismo de jornais de referência destacando-se pela autoria gráfica dos jornais "Expresso" em 1973 e "Tempo" em 1975 em que era também autor dos cartoons de primeira página. Colaborou também no grafismo, capas e edições especiais do Diário de Lisboa e no Diário de Notícias, sendo responsável pela primeira remodelação do logótipo deste desde 1865. O logótipo original do jornal "Correio da Manhã" (1979 - 2018) é também de sua autoria.
Neste período foi também responsável pela criação da identidade gráfica de algumas salas de cinema como: Pathé, Roxy, Berna, Apolo 70, 2000 e Foco.
Em julho de 2018 estreia o documentário "No Momento - Vítor da Silva & Design de Imprensa"” realizado por Rui Martins, sobre o seu percurso nos jornais, com entrevistas do realizador e do designer gráfico Ricardo Santos, ex aluno de Vítor da Silva.
Em janeiro de 2021 é publicado o livro "Vítor da Silva" da coleção "D" dedicada a designers portugueses de várias gerações, com o prefácio de José Bártolo, textos de Vasco Rosa e direção de arte de Jorge Silva.

### Jornais (principais títulos)
Nos anos 60, a experiência editorial anterior e conhecida paixão pela tipografia levam-no a ser sugerido para a remodelação e desenvolvimento do grafismo de vários jornais.
- Diário de Lisboa, entre 1965 a 1972 é sugerido a Ruella Ramos, o director, para colaborar naquele jornal onde, durante um período, chega a fazer as primeiras páginas. Para além do grafismo, também se podem encontrar, paginações e ilustrações suas em edições especiais daquela época.
- Expresso[5] em 1972 é convidado por Pinto Balsemão a conceber o grafismo inicial do jornal Expresso (lançado no ano seguinte). Mais tarde dirige graficamente a revista “Tempo Económico” do mesmo grupo.
- Tempo (entre 1975 e 1978), desenha todo o jornal e os cartoons políticos da primeira página.
- Diário de Notícias (1976), após os anos quentes da revolução, o diretor João Gomes convida Vítor da Silva a fazer a remodelação gráfica do jornal e a primeira alteração do logótipo em letra gótica mantido desde os primeiros anos do diário.
- Correio da Manhã (1978), apenas o logótipo do jornal.
- Record (1994), re-styling do jornal.

### Revistas
Além de jornais, Vítor da Silva concebeu inteiramente o grafismo e fez ilustrações na revista “Tempo Económico” e na revista “Documentos” (do jornal Tempo), assim como as revistas: “Moda & Moda”, “Lloyds Bank Magazine”, e o livro “Barcos” (Edição da Associação Portuguesa de Designers, Lisboa 1993, onde pertenceu a duas direcções, a primeira com Sena da Silva e na segunda com Carlos Rocha).

### Agências
Colaborou também com a "Livraria Sá da Costa Editora" e posteriormente com a “João Sá da Costa Editora”, onde contribuiu com capas e ilustrações, como a sobrecapa da conhecida Enciclopédia Internacional “Focus”.
Esteve em agências de publicidade como: “Êxito”, “Zeiger”, "Bertrand (Irmãos), Lda" (chefe da sala de desenho) e “Marca” (de Orlando Costa). Teve a sua própria agência, a “Artequatro”, onde concebeu a identidade gráfica de projetos de relevo para a Vinalda, casa de fados “O Faia”, "Hotel Algarve" (Praia da Rocha), entre muitos outros. Dessa época são seus os logótipos dos Cinemas: Pathé, Roxy, Berna, Apolo 70, 2000 e Foco.

### Capas de Discos
Embora não tenha sido uma atividade onde Vítor da Silva tenha desenvolvido grande quantidade de trabalho, foi também responsável pelas capas:
- LP Documento - "A Década de 60" (MoviePlay, 1970) locução de de Luís Filipe Costa e Música de José Niza.
- João Maria Tudella - "Mulher Ideal Portuguesa" (Tecla,1971)
- Grande Prémio TV da Canção 1972 - João Henriques, "Esta Festa das Cidades" (MoviePlay, 1972)
- Capitão Fausto - "A Invenção do Dia Claro" (Sony Music Entertainment , 2019)

### Ensino
A partir dos anos 80 Vítor da Silva centra a sua atividade no ensino como professor na Escola António Arroio (onde lecionou de 1956 a 1996) e, mais tarde, na Escola Superior de Comunicação Social (de 1992 a 2003), embora mantendo ainda colaboração na Fundação Calouste Gulbenkian em alguns projectos pontuais (até meados dos anos 90).

### Documentário
Entre 2015 e 2018 participa no documentário "No Momento - Vítor da Silva & Design de Imprensa"” realizado por Rui Martins, sobre o seu percurso no design de imprensa. As entrevistas do foram conduzidas pelo realizador e pelo designer gráfico Ricardo Santos, ex aluno de Vítor da Silva.

### Autor dos livros
- "20 Alfabetos tipográficos de vinte designers do século XX, (Lisboa, 2002) (ISBN 972-95820-6-8).
- “A ‘nossa’ Escola tem oitenta anos” (Escola António Arroio, Lisboa, 2015) (ISBN 978-989-20-6086-6).
- “Sonhar não rima com fazer” (Escola António Arroio, Lisboa, 2018) (ISBN 978-989-20-7633-1).

### Livros e Artigos onde figurou
- "Who's Who In Graphic Art" Edição Clivo Press (Suíça, 1982).
- "Who is Who in Graphic Design" Edição Werd Verlag (Suiça, 1984).
- "Revista Gráfica Portugal" Edição Casa das Ideias (Brasil, 1988).
- "Vítor da Silva" Coleção "D", autor: Jorge Silva, Edição Imprensa Nacional Casa da Moeda (Portugal, 2021) (ISBN 9789722728409)